# (16887) Blouke
(16887) Blouke (1998 BE26) – planetoida z grupy pasa głównego asteroid okrążająca Słońce w ciągu 5,14 lat w średniej odległości 2,98 j.a. Odkryta 28 stycznia 1998 roku.